# 倉亭之戰
倉亭之戰，亦稱平丘之戰，為袁紹和曹操繼官渡之戰後所對峙之最後一場戰役，袁紹在這場戰爭中湊足七萬餘兵力攻曹，曹操因漢獻帝之故命北方各路諸侯聚兵五萬攻袁。東漢汉獻帝建安六年（201年）四月，於倉亭大破袁紹，隔年五月袁紹吐血而亡。此战最终决定黄河以北地区的最终归属。

## 背景
汉献帝建安五年（200年）八月，袁紹不聽沮授的持久作戰之建議，自陽武逐漸進逼至官渡，依沙塠為屯，東西相隔數十里。九月，曹操與袁紹交戰不利，轉而堅壁拒敵。袁紹建高櫓、壘土山，居高而射，曹兵蒙盾而行。曹操屬下劉曄製作霹靂車，發石擊破櫓樓。袁軍又掘地道，曹軍挖長溝阻絕。曹軍糧草將盡，士卒疲乏，曹操寫信給荀彧，商議要退守許都，荀彧引楚漢相爭之史勸之，曹操遂決心繼續堅守待機，同時令徐晃等將騷擾袁軍的補給線。
十月，袁紹派遣淳于瓊率兵萬餘護送軍糧，宿於距袁紹大營40里的烏巢（今河南封丘西）。沮授建議增派蔣奇率部於側翼掩護，紹不從。許攸獻計輕軍夜襲許都，亦不被採納。許攸之家屬犯法下獄，遂與袁決裂，轉投曹操，並告知袁軍輜重萬餘乘在故市和烏巢，守備不嚴，勸他輕兵破襲，則袁將自敗。
曹操遂令曹洪、荀攸留守官渡大營，自領步騎五千人，偽裝成袁軍蔣奇部隊，人銜枚馬縛口，攜帶柴草，從小路夜行，迅速趕到烏巢，縱火圍攻，淳于瓊部驚慌混亂。拂曉，淳于瓊才發現曹操兵少，出陣反攻，曹操率軍突擊，淳于瓊又退守營中。袁紹得知軍情，只派輕騎救援淳于瓊，而命令張郃、高覽重兵攻打曹操官渡大營。張郃認為，烏巢戰場才是戰局關鍵，應全力救援，袁紹不聽。援軍迫近烏巢時，曹操鼓舞士氣，集中兵力，先斬淳于瓊，再破援騎，將袁軍物資全部焚燬。
消息傳至官渡前線，謀士郭圖進讒言陷害張郃、高覽，張、高二人獲知後方有變，率部降曹。於是袁軍完全崩潰，袁紹與長子袁譚僅率兵八百渡河退回北方。

## 經過
汉献帝建安六年（201年）四月，袁紹於平丘渡河，意圖襲取陳留郡，再由陳留攻取許昌，欲擊敗曹操。曹操一度欲趁袁紹新敗南攻劉表，謀士荀彧準確判斷了袁紹軍的意圖，為免袁紹死灰復燃，於是建議曹操乘官渡之勢主動北上迎擊，遂破袁绍仓亭军。

## 結果
兩次戰勝後，曹操威震天下，而袁紹元氣大傷，已無力與之爭衡。建安七年（202年），袁紹憂病而死。其子袁譚、袁尚爭位，河北大亂。曹操乘亂進取，於建安十二年（207年）統一北方。

## 演義情節
於羅貫中所著之歷史章回小說《三國演義》中，情節大致與正史雷同，唯增加了程昱獻十面埋伏之計等橋段，以增加小說之可看性。曹操主動撤退到黃河邊，並用許褚引誘袁軍發動攻擊，因曹方背水一戰，手下將士歷經百戰精銳，再次將袁軍擊敗。袁紹敗退時，十支伏兵依次殺出，袁軍開始潰散。曹操再次擊敗袁紹，將袁紹徹底擊散。

## 註解
1. ↑  《三國志·荀彧傳》：「承尊命使決進退之疑，愚以袁紹悉眾聚於官渡，欲與明公決勝負，公以至弱當至強，若不能制，必為所乘；是天下之大機也。紹軍雖眾，而不能用；以公之神武明哲，何向而不濟？今軍實雖少，未若楚、漢在滎陽、成皋也。公今畫地而守，扼其喉而使不能進，情見勢竭，必將有變。此用奇之時，斷不可失。惟明公裁察焉。」
2. ↑  《三國志·荀彧傳》：「（建安）六年，太祖就穀東平之安民，糧少，不足與河北相支，欲因紹新破，以其間擊討劉表。彧曰：『今紹敗，其衆離心，宜乘其困，遂定之；而背兖、豫，遠師江、漢，若紹收其餘燼，承虛以出人後，則公事去矣。』太祖復次于河上。紹病死。」；《資治通鑑·卷六十四》：「曹操就谷於安民。以袁紹新破，欲以其間擊劉表。荀彧曰：『紹既新敗，其眾離心，宜乘其困，遂定之。而欲遠師江、漢，若紹收其餘燼，承虛以出人後，則公事去矣。』操乃止。夏，四月，操揚兵河上，擊袁紹倉亭軍，破之。」
3. ↑  《三國志·武帝紀》：「（建安）六年夏四月，揚兵河上，擊紹倉亭軍，破之。紹歸，復收散卒，攻定諸叛郡縣...（建安七年）紹自軍破後，發病歐血，夏五月死。」；《資治通鑑·卷六十四》：「（建安七年）袁紹自軍敗，慚憤，發病嘔血；夏，五月，薨。」
4. ↑  《三國演義·三十一回》：曹操倉亭破本初 玄德荊州依劉表